# Versailles (Illinois)
Versailles – wioska w USA, w stanie Illinois, w hrabstwie Brown. Według spisu z 2000 roku wioskę zamieszkuje 567 osób.

## Geografia
Wioska zajmuje powierzchnię 2,4 km², z czego 2,37 km² stanowi ląd, a 0,03 km² (1,08%) stanowi woda.

## Demografia
Według spisu z 2000 roku wioskę zamieszkuje 567 osób skupione w 241 gospodarstwach domowych, tworzące 156 rodzin. Gęstość zaludnienia wynosi 238 osoby/km². W wiosce znajduje się 259 budynków mieszkalnych, a ich gęstość występowania wynosi 108,7 mieszkania/km². W wiosce 99,65% stanowi ludność biała, 0,18% stanowią Afroamerykanie, 0,18% stanowi ludność wywodząca się z dwóch lub więcej ras.
W wiosce są 241 gospodarstwa domowe, w których 28,6% stanowią dzieci poniżej 18 roku życia żyjące z rodzicami, 51,9% stanowią małżeństwa, 11,2% stanowią kobiety nie posiadające męża oraz 34,9% stanowią osoby samotne. 31,5% wszystkich gospodarstw domowych składa się z jednej osoby oraz 15,4% żyjących samotnie ma powyżej 65 roku życia. Średnia wielkość gospodarstwa domowego wynosi 2,35 osoby, natomiast rodziny 2,97 osoby. 
Przedział wiekowy kształtuje się następująco: 24,7% stanowią osoby poniżej 18 roku życia, 9,3% stanowią osoby pomiędzy 18 a 24 rokiem życia, 24,5% stanowią osoby pomiędzy 25 a 44 rokiem życia, 25,4% stanowią osoby pomiędzy 45 a 64 rokiem życia oraz 16% stanowią osoby powyżej 65 roku życia.   Średni wiek wynosi 40 lat. Na każde 100 kobiet przypada 96,9 mężczyzn. Na każde 100 kobiet powyżej 18 roku życia przypada 91,5 mężczyzn.
Średni dochód dla gospodarstwa domowego wynosi 32 813 dolarów, a dla rodziny wynosi 42 083 dolarów. Dochody mężczyzn wynoszą średnio 31 000 dolarów, a kobiet 26 250 dolarów. Średni dochód na osobę w mieście wynosi 14 876 dolarów. Około 12,2% rodzin i 12,5% populacji miasta żyje poniżej minimum socjalnego, z czego 13% jest poniżej 18 roku życia i 20,5% powyżej 65 roku życia.